# Hospital San Rafael (Itagüí)
El Hospital San Rafael  es un centro hospitalario público Colombiano perteneciente a la municipalidad de Itagüí y gestionado por el Sistema de salud en Colombia.

## Historia
El hospital inició en el año de 1951 con la participación del gobierno municipal. Es uno de los hospitales más tradicionales del departamento de Antioquia ya que cumple más de 60 años en servicio. 

## Servicios
| - Ortopedia y traumatología - Unidad de cuidados intensivos(UCI) - Otorrinolaringología - Oftalmología - Dermatología - Imagenología - Terapia Médica Intensiva - Anestesiología - Laboratorio - Cirugía general - Medicina interna - Urgencias aldultos SEDE 1 - Urgencias Pediátricas SEDE 2 - Hospitalización Pediatríca - Terapia Respiratoria, Fisioterapia, Clínica de Heridas - Ginecología - Maxilofaxial - Nutrición - psicología - Urología - Cirugía Plástica no reconstructiva – Manejo de cáncer de piel - Cirugía de Ortopedia y traumatología: Mano, Columna, Pie, Pediátrica, Artroscopia, Prótesis, Hombro, Rodilla, cadera |